# Sophie af Nassau
Sophie af Nassau (tysk: Sophie Wilhelmine Marianne Henriette; svensk: Sofia Vilhelmina Mariana Henrietta; 9. juli 1836 – 30. december 1913) var svensk og norsk dronning som hustru til Oscar 2. af Sverige og Norge.
Hun var født Sophie Wilhelmine Marianne Henriette som yngste datter af Wilhelm I, hertug af Nassau i Tyskland. Hun blev gift med Oscar 6. juni 1857. Oscar var ikke kronprins, men stod til at overtage tronen efter sin bror, Karl 15., der kun efterlod en datter, der ikke havde arveret til tronen. Denne datter Lovisa blev dansk dronning, da hun blev gift med kronprins Frederik, senere Frederik d.8. af Danmark. Det var kendt ved Oscars bryllup, og Sveriges befolkning modtog Sofia med begejstring, idet hun forventedes at kunne levere en mandlig arving. Hun og Oscar levede op til forventningerne og fik fire sønner, heriblandt den senere Gustav 5. af Sverige. Da Karl 15. døde, blev Oscar konge 12. maj 1873, og Sofia blev dronning.
Sofia havde en del problemer med sit helbred og måtte i de sidste mange år ofte sidde i kørestol. Hun var meget religiøs og optaget af velgørenhed, og samtidig havde hun en del indflydelse på politiske spørgsmål, særligt med hensyn til Norge, hvor hun ofte holdt ferie.